# 김봉국
김봉국(金鳳國, 1890년 ~ 1932년, 일제 강점기 조선 평안남도 성천 출생)은 일제강점기 때의 천도교 신도이자 독립 운동가로 1926년 고려혁명당을 세웠다.
천도교 신도로 1919년 3.1 운동에 참가했다. 손병희가 죽은 뒤 독립운동노선을 계승하기 위해 1922년 고려혁명당 창당위원회를 결성해 선전부장으로 활약했다.
1926년 국내 천도교 대표로 중국 지린성에서 개최된 고려혁명당 창당모임에서 참석하고 간부로 활동하다가 중국 창춘에서 일본 경찰에게 체포당해 평양에서 5년간 복역하였다.
1931년 출옥 후 3개월만에 옥고로 병사했다. 1977년 건국포장이 수여되었다.